# Beatriz de Borgonha
Beatriz de Borgonha (em francês:  Béatrice; Besançon, c. 1258  — Castelo de Murat, 1 de outubro de 1310) foi uma nobre francesa. Ela foi suo jure senhora de Bourbon e condessa de Charolais. Foi casada com Roberto de França, conde de Clermont.

## Família
Beatriz era a filha de João de Borgonha, conde de Charolais e senhor de Bourbon, e de Inês de Bourbon-Dampierre, senhora de Bourbon. Através de sua mãe, ela era a herdeira dos Estados de Bourbon. 
Seus avós paternos eram Hugo IV, Duque da Borgonha e Iolanda de Dreux. Seus avós maternos eram Arcambaldo IX de Bourbon e Iolanda I, Condessa de Nevers.

## Biografia

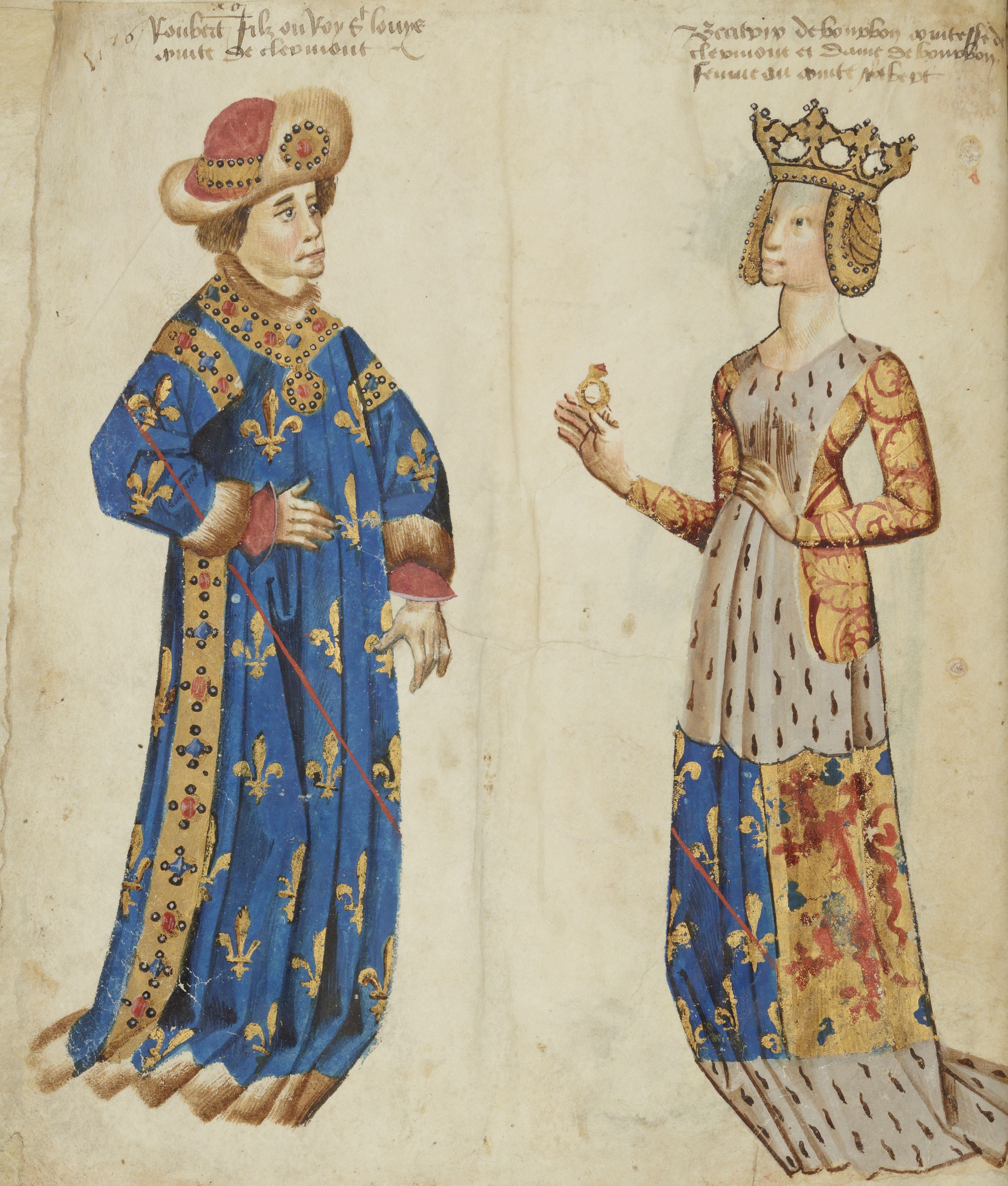
Pintura de Beatriz e Roberto por François Roger de Gaignières.

Beatriz herdou as castelanias de Charolles, Sauvement, Dondin, Mont-Saint-Vincent e Sanvignes através do testamento  do avô paterno, o duque da Borgonha, em 26 de setembro de 1272. Contudo, ela foi privada de seus territórios pelo tio, Roberto II, Duque da Borgonha, que foi obrigada a devolver a herança da sobrinha em abril de 1277 e em agosto de 1279. 
Em 1272, Beatriz se casou em Clermont-en-Beauvaisis com Roberto de França, conde de Clermont, filho de Luís IX de França e de Margarida da Provença. Um de seus filhos foi o primeiro Duque de Bourbon, Luís I. Sendo assim, foi dela que os seus descendentes tomaram o nome de Casa de Bourbon. 
Em 1279, durante a sua primeira justa que foi realizada para celebrar a chegada de Carlos de Anjou, o futuro rei Carlos II de Nápoles, seu marido sofreu ferimentos na cabeça, o que lhe causou invalidez pelo resto de sua vida.
Em 1287, ela sucedeu a mãe como senhora de Bourbon. 

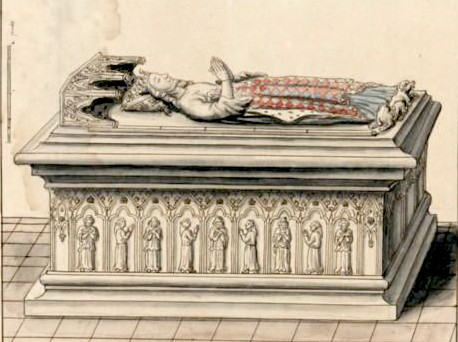
Ilustração da tumba de Beatriz

Ottone e Acerbo Morena em sua obra Historia Frederici I descreveram Beatriz como tendo altura média, cabelos brilhantes como ouro, e a face mais linda.
Beatriz morreu no Castelo de Murat em 1 de outubro de 1310, e seu marido morreu anos depois em 7 de fevereiro de 1317.

## Descendência
- Luís I de Bourbon (1280 - 29 de janeiro de 1342), marido de Maria de Avesnes, filha de João II, conde da Holanda e de Filipa do Luxemburgo. Teve oito filhos legítimos entre eles, Beatriz de Bourbon, rainha consorte da Boêmia, como a segunda esposa de João I da Boémia;
- Branca de Clermont (1281 - 1304), casou-se em 1303 em Paris com Roberto VII, Conde da Auvérnia e Bolonha, com quem teve um filho, Guilherme XII, Conde da Auvérnia e Bolonha, o qual foi pai de Joana I de Auvérnia, rainha de França;
- João de Clermont (1283 – 1316), foi barão de Charolais. Em 1309 casou-se com Joana d'Argies, com quem teve filhos;
- Maria de Clermont (1285 – 1372), prioresa de Poissy;
- Pedro de Clermont (1287 – aft. 1330);
- Margarida de Clermont (1289 – 1309), casada em 1305 com Raimundo Berengário de Andria, e, mais tarde em 1308, se tornou a primeira esposa do marquês João I de Namur.